# Баев, Борис Фёдорович
Борис Фёдорович Баев (12 августа 1923 — 7 января 1979) — советский украинский психолог, доктор психологических наук, профессор, специалист в области возрастной и педагогической психологии, психологии речи.

## Биография
Родился 12 августа 1923 года в селе Аполлоновка (Харьковская область). 
Участник Великой Отечественной войны. Награждён медалями и орденом Славы III степени (1968), медалью «За доблестный труд».
После войны окончил Киевский государственный университет имени Т. Г. Шевченко, после чего преподавал в Жданове (Мариуполь). В 1951 году поступил в аспирантуру НИИ психологии Наркомпроса УССР. Там прошёл путь от научного сотрудника до заведующего лабораторией и заместителя директора по научной работе.
В 1967 году защитил докторскую диссертацию на тему «Психология внутренней речи». С 1972 по 1979 год возглавлял кафедру общей и инженерной психологии КГУ имени Т. Г. Шевченко.
Теоретически и экспериментально разрабатывал проблемы интериоризации речи, индивидуально-психологических особенностей личности и др. Одним из первых в СССР исследовал вопросы внутренней речи.
На протяжении многих лет был ответственным редактором республиканского научно-методического сборника «Психология».
Умер в Киеве 7 января 1979 года.

## Труды
- Взаимосвязь внешней и внутренней речи при решении мыслительных задач. // Уч. Записки Института Психологии УССР. Т. 9. 1958;
- Трудные дети. К., 1965;
- Психологія внутрішнього мовлення. К., 1966;
- Внутрішнє мовлення і вольова регуляція діяльності. К., 1966;
- Психологія навчання: Посіб. К., 1972 (соавтор);
- Навчальна активність школяра. К., 1974;
- Психологічне вивчення учнів. К., 1977.